# Coral (cerveja)
Cerveja CORAL é uma marca de cerveja madeirense produzida pela Empresa de Cervejas da Madeira (ECM). A marca procura expandir-se além fronteiras apostando principalmente nos mercados onde existe uma comunidade madeirense.

## Patrocínios
A cerveja Coral é patrocinadora, com renovação até 2014, do Campeonato da Madeira de Ralis.
A marca Coral está também presente nos equipamentos das equipas seniores de futebol do Marítimo e Nacional da Madeira.